# I-League 2019-20
La I-League 2019-20 (oficialmente conocida como Hero I-League, por razones de patrocinio) fue la decimotercera temporada de la I-League, una de las principales ligas de fútbol profesional de la India, desde su creación en 2007. Un total de 11 equipos compitieron en la liga.
Chennai City eran los campeones defensores, habiendo ganado la temporada anterior. TRAU FC se unió como club promovido de la Segunda División de la I-League. Shillong Lajong FC descendió de la I-League la temporada pasada y por lo tanto jugó en la segunda división en la temporada 2019-20.  Minerva Punjab campeón de 2017-18 , jugó como Punjab FC desde esta temporada, ya que el club cambió de nombre el 30 de octubre de 2019.
El 18 de abril de 2020 la Federación de Fútbol de la India anunció a Mohun Bagan AC como campeón y decidió cancelar los partidos restantes debido a la pandemia de COVID-19 . Ningún equipo fue relegado y el premio en metálico restante (aparte del premio en metálico del campeón) se dividió a partes iguales entre los 10 equipos.

## Cambios con respecto a la temporada pasada

### Clubes promocionados
Promovido de la 2.ª División de la I-League 2018-19
- TRAU F.C.

### Clubes relegados
Relegado de la I-League 2018-19
- Shillong Lajong

## Equipos
NEROCA

TRAU

East Bengal

Mohun Bagan

### Estadios y ubicaciones
| Equipo                         | Estado de la Ciudad         | Estadio                            | Capacidad |
| ------------------------------ | --------------------------- | ---------------------------------- | --------- |
| Aizawl                         | Aizawl ,Mizoram             | Estadio Rajiv Gandhi               | 20.000    |
| Chennai City F.C.              | Coimbatore ,Tamil Nadu      | Estadio Jawaharlal Nehru           | 30.000    |
| Churchill Brothers Sports Club | Margao ,Goa                 | Estadio Fatorda                    | 20.000    |
| Gokulam Kerala                 | Calicut ,Kerala             | Estadio EMS de Kozhikode           | 80.000    |
| Indian Arrows                  | Vasco da Gama, Goa          | Estadio Tilak Maidan               | 5,000     |
| Indian Arrows                  | Bombay ,Maharashtra         | Cooperage Ground                   | 5,000     |
| Mohun Bagan                    | Kalyani, Bengala Occidental | Estadio Kalyani                    | 20.000    |
| Mohun Bagan                    | Calcuta, Bengala Occidental | Vivekananda Yuba Bharati Krirangan | 85.000    |
| NEROCA                         | Imphal ,Manipur             | Estadio principal de Khuman Lampak | 35.000    |
| Punjab                         | Panchkula ,Chandigarh       | Estadio Guru Nanak                 | 10,000    |
| SC East Bengal                 | Kalyani, Bengala Occidental | Estadio Kalyani                    | 20.000    |
| SC East Bengal                 | Calcuta, Bengala Occidental | Vivekananda Yuba Bharati Krirangan | 85.000    |
| Real Kashmir F.C.              | Srinagar ,Jammu y Cachemira | TRC Turf Ground                    | 15.000    |
| TRAU                           | Imphal ,Manipur             | Estadio principal de Khuman Lampak | 35.000    |

1. ^ Derby de Kolkata solamente

1. ^ Cuatro partidos en casa contra Chennai City, Churchill Brothers, NEROCA y el Kolkata Derby.

### Personal y patrocinio
| Equipo                  | Entrenador               | Capitán             | Patrocinador       | Fabricante del kit    |
| ----------------------- | ------------------------ | ------------------- | ------------------ | --------------------- |
| Aizawl                  | Stanley Rozario          | Alfred Jaryan       | NECS Limited       | Vamos                 |
| Chennai City F.C.       | Akbar Nawas              | Roberto Eslava      | N / A              | Uhlsport              |
| Churchill Brothers S.C. | Bernardo Tavares         | Willis Plaza        | Churchill          | Nivia                 |
| Gokulam Kerala          | Fernando Santiago Varela | Marcus Joseph       | Grupo Sree Gokulam | Kaizen                |
| Indian Arrows           | Shanmugam Venkatesh      | Vikram Pratap Singh | Héroe MotoCorp     | Six5Six               |
| Mohun Bagan             | Kibu Vicuña              | Dhanachandra Singh  | N / A              | Shiv Naresh           |
| NEROCA                  | Regalo Raikhan           | Marvin Philip       | Viviendo en 3D     | Transformada de Vicky |
| Punjab                  | Ley Yan                  | Sanju Pradhan       | Neumáticos Apollo  | Espartano             |
| SC East Bengal          | Mario Rivera Campesino   | Lalrindika Ralte    | Quess Corp         | Kaizen                |
| Real Kashmir F.C.       | David Robertson          | Loveday Enyinnaya   | Banco J&K          | Adidas                |
| TRAU                    | L. Nandakumar Singh      | Oguchi Uche         | Aciesta            | Nivia                 |

- Nota: N / A- No anunciado

### Cambios de entrenador
| Equipo                         | Entrenador saliente    | Manera de salida                | Posición     | Entrenador entrante      | Fecha de nombramiento    |
| ------------------------------ | ---------------------- | ------------------------------- | ------------ | ------------------------ | ------------------------ |
| Churchill Brothers Sports Club | Petre Gigiu            | Contrato terminado              | Pretemporada | Edward Ansah             | 16 de mayo de 2019       |
| Mohun Bagan                    | Khalid Jamil           | Contrato terminado              | Pretemporada | Kibu Vicuña              | 10 de mayo de 2019       |
| Gokulam Kerala FC              | Regalo Raikhan         | Contrato terminado              | Pretemporada | Fernando Andres Santiago | 1 de julio de 2019       |
| NEROCA                         | Manuel Retamero Fraile | Contrato terminado              | Pretemporada | Regalo Raikhan           | 1 de julio de 2019       |
| Punjab                         | Sachin Badadhe         | Fin del hechizo de cuidador     | Pretemporada | Ley Yan                  | 1 de julio de 2019       |
| TRAU                           | L. Nandakumar Singh    | Ascendido a Director Técnico    | Pretemporada | Dimitris Dimitriou       | 18 de septiembre de 2019 |
| Churchill Brothers             | Edward Ansah           | Graduado a entrenador asistente | Pretemporada | Bernardo Tavares         | 28 de noviembre de 2019  |
| TRAU                           | Dimitris Dimitriou     | Renunciar                       | Pretemporada | Douglas Silva            | 29 de noviembre de 2019  |
| TRAU                           | Douglas Silva          | Renunciar                       | Tercero      | L Nandkumar Singh        | 22 de diciembre de 2019  |
| TRAU                           | L Nandkumar Singh      | Movido como Director Técnico    | Tercero      | Dimitris Dimitriou       | 2 de enero de 2020       |
| SC East Bengal                 | Alejandro Menéndez     | Renunciar                       | Sexto        | Mario Rivera Campesino   | 23 de enero de 2020      |
| TRAU                           | Dimitris Dimitriou     | Saqueado                        | Tercero      | -                        | -                        |